# دالان کوهستانی آسیای داخلی
دالان کوهستانی آسیای داخلی (IAMC)، یک مسیر مبادله باستانی از کوه های آلتای در سیبری تا هندوکش (افغانستان و شمال پاکستان کنونی) بود که در هزاره سوم قبل از میلاد شکل گرفت، و به توسعه دامداری سیار در هزاره چهارم قبل از میلاد کمک کرد. گسترش فرهنگ آندرونوو به سمت فرهنگ بلخی-مروی در هزاره دوم پیش از میلاد، در امتداد این مسیر صورت گرفت.